# 亨利·格伦沃尔德
亨利·阿纳托尔·格伦沃尔德（英語：Henry Anatole Grunwald，1922年12月3日—2005年2月26日），是美国的记者、外交官。曾任美国《時代雜誌》的总编辑、美国驻奥地利大使。

## 作品
- 《Salinger, a Critical and Personal Portrait》（1962年）
- 《One Man's America》（1997年）
- 《Foreign policy under Reagan II》（1984年）
- 《The post-Cold War press: A new world needs a new journalism》（1993年）